# セイルフィッシュ (SSR-572)
|          |                                                 |
| 艦歴     |                                                 |
| 発注:    | 1951年3月10日                                   |
| 起工:    | 1953年12月8日                                   |
| 進水:    | 1955年9月8日                                    |
| 就役:    | 1956年4月14日                                   |
| 退役:    |                                                 |
| その後:  | 2007年5月に標的艦として海没処分                 |
| 除籍:    | 1978年9月30日                                   |
| 性能諸元 |                                                 |
| 排水量:  | 水上 2,334トン、水中 3,168トン                  |
| 全長:    | 106.6 m (350 ft)                                |
| 全幅:    | 29 ft 1 in (8.9 m)                              |
| 吃水:    | 16 ft 4 in (5.0 m)                              |
| 機関:    |                                                 |
| 最大速:  | 水上20.5ノット (38 km/h) 水中15ノット (28 km/h) |
| 乗員:    | 士官、兵員95名                                  |
| 兵装:    | 21インチ魚雷発射管8門                           |

セイルフィッシュ (USS Sailfish, SSR/SS/AGSS-572) は、アメリカ海軍の潜水艦。セイルフィッシュ級潜水艦の1番艦。艦名はバショウカジキに因んで命名された。その名を持つ艦としてはサーゴ級潜水艦5番艦(SS-192)以来2隻目。

## 艦歴
セイルフィッシュは1953年12月8日にメイン州キタリーのポーツマス海軍造船所で起工した。1955年9月8日にリンド・D・マコーミック夫人によって命名、進水し、1956年4月14日に艦長S・R・マッコード少佐の指揮下就役する。
セイルフィッシュはレーダーピケット任務を目的として建造された最初の潜水艦であった。セイルフィッシュと姉妹艦のサーモン (USS Salmon, SSR-573) は、アメリカ海軍における最大の通常動力型潜水艦であった。ニューハンプシャー州沖での公試後、カリブ海で整調巡航を行い、バージニア州ノーフォークで第6潜水戦隊に合流した。1957年7月、地中海で第6艦隊と共に最初の拡張配備に就く。セイルフィッシュは10月にノーフォークに帰還し、1958年の秋を通して沿岸での作戦活動に従事、しばしばカリブ海の港を訪問した。12月にポーツマス海軍造船所で、7ヶ月に及ぶ転換およびオーバーホールが行われた。1959年4月、作業は継続中であったが、セイルフィッシュはコネチカット州ニューロンドンの第10潜水戦隊に配備される。
作業が完了すると7月にニューロンドン沖合で沿岸での作戦活動に復帰する。セイルフィッシュは艦隊およびNATOの演習に参加し、新任予定の士官および兵に対する資格検証訓練を行い、即応準備を行った。1961年2月3日、セイルフィッシュは SS-572 （攻撃潜水艦）に艦種変更される。1962年9月に2度目の地中海配備の準備を行い、10月10日にニューロンドンを出航した。続く4ヶ月に渡って第6艦隊との作戦活動に従事し、1963年2月にニューロンドンに帰還、1964年まで沿岸での作戦活動に従事した。
1965年1月、セイルフィッシュはペンシルベニア州フィラデルフィアに移動し、FRAM II 改修のためフィラデルフィア海軍造船所に入渠した。13ヶ月後の1966年2月に作業は完了し、セイルフィッシュの船体はよりなめらかになり、デッキ上には新型ソナーシステムのフィンが装着された。これらのフィンは司令塔を小型化した様な形状をしていた。新型機材のチェックおよび回復訓練の期間を終え、セイルフィッシュは7月に第3の地中海配備に就く。4ヶ月後ニューロンドンに帰還し、沿岸での作戦活動を再開した。
1967年11月1日、セイルフィッシュは第8潜水戦隊に配属され、対潜水艦戦の専門である第82潜水艦部隊に合流した。1968年7月までコネチカット州グロトン沖合で活動し、1969年2月にオーバーホールを行う。7月1日に太平洋へ転属となり、真珠湾が新たな母港となった。セイルフィッシュは7月14日にニューロンドンを出航し、パナマ運河を通過、メキシコのアカプルコを訪問した後ハワイに向かう。真珠湾を10月9日に出航し、西太平洋で第7艦隊との配備に就く。セイルフィッシュは日本の横須賀沖で活動し、1970年1月には台湾、沖縄沖での合同演習に参加、2月には韓国海軍部隊と合同訓練を行った。3月には海上自衛隊との作戦活動に従事し、5月26日に真珠湾に帰還、同年の残りはハワイでの訓練および維持調整を行った。
1971年2月8日、セイルフィッシュは2度目の西太平洋配備のため真珠湾を出航した。セイルフィッシュは6ヶ月以上西太平洋を巡航した。5月後半にはアメリカ海軍と海上自衛隊の演習、 HUK ASWEX 3-71 に参加する。7月半ばにミンダナオ海での対潜水艦戦訓練に参加し、フィリピン海軍と活動した。その後オーストラリアのブリスベンに1週間停泊し、8月28日にオーバーホールのため真珠湾に帰還した。
1971年10月20日から1972年7月14日まで定時のオーバーホールを行った後、セイルフィッシュは7月から12月までハワイとカリフォルニアの間で作戦活動に従事し、公試や訓練を行った。12月1日、サンディエゴを出航し、3度目の西太平洋配備のため横須賀に向かう。西太平洋での活動後、1973年5月4日にスービック湾を出航、本国へ帰還する。5月19日から20日にかけて真珠湾に停泊し、続いてサンディエゴに向かう。1973年の残りはサンディエゴ沖合での作戦活動に従事した。
セイルフィッシュは1978年9月29日に退役し、翌日除籍された。相互防衛援助計画に基づき売却される予定であったが、ワシントン州ブレマートンの海軍退役艦整備施設に係留された。2007年5月にセイルフィッシュは艦隊実弾演習の標的として、トピカ(SSN-754)が発射したMk48魚雷により太平洋上で撃沈処分された。